# Institut Whitehead pour la recherche biomédicale
Pour les articles homonymes, voir Whitehead.
L'Institut Whitehead pour la recherche biomédicale (en anglais Whitehead Institute for Biomedical Research, souvent abrégé Whitehead Institute) est un institut spécialisé connu pour avoir participé au projet génome humain (Human Genome Project). Il est situé à Cambridge, dans le Massachusetts.
L'Institut est créé en 1982, en partie par Robert Weinberg, chercheur du MIT.
Il compte notamment, parmi ses personnalités scientifiques, Hazel Sive.